# Liste der Gebietsänderungen in Thüringen 2012
Die Liste der Gebietsänderungen in Thüringen 2012 enthält Änderungen an Gemeindegebieten des Landes Thüringen in der Zeit vom 1. Januar 2012 bis zum 31. Dezember 2012. Dazu zählen unter anderem Zusammenschlüsse und Trennungen von Gemeinden, Eingliederungen von Gemeinden in eine andere, Änderungen des Gemeindenamens und Umgliederungen von Teilen einer Gemeinde in eine andere.

## Legende
- Datum: juristisches Wirkungsdatum der Gebietsänderung
- Gemeinde vor der Änderung: Gemeinde vor der Gebietsänderung
- Maßnahme: Art der Gebietsänderung
- Gemeinde nach der Änderung: Gemeinde nach der Gebietsänderung
- Landkreis: Landkreis der Gemeinde nach der Gebietsänderung

Die Sortierung erfolgt chronologisch: Datum, kreisfreie Städte, Landkreise, aufnehmende oder neu gebildete Gemeinde. Heute noch bestehende Gemeinden sind farbig unterlegt.

## Liste
| Datum      | Gemeinde vor der Änderung                                                                                     | Maßnahme        | Gemeinde nach der Änderung  | Landkreis              |
| ---------- | --- | --------------- | --------------------------- | ---------------------- |
| 01.01.2012 | Mohlsdorf Teichwolframsdorf                                                                                   | Zusammenschluss | Mohlsdorf-Teichwolframsdorf | Greiz                  |
| 01.01.2012 | Ilfeld Niedersachswerfen                                                                                      | Zusammenschluss | Harztor                     | Nordhausen             |
| 01.01.2012 | Pillingsdorf                                                                                                  | Eingliederung   | Triptis                     | Saale-Orla-Kreis       |
| 01.01.2012 | Bauerbach | Eingliederung   | Grabfeld                    | Schmalkalden-Meiningen |
| 01.01.2012 | Effelder-Rauenstein Mengersgereuth-Hämmern                                                                    | Zusammenschluss | Frankenblick                | Sonneberg              |
| 31.12.2012 | Saara | Eingliederung   | Nobitz                      | Altenburger Land       |
| 31.12.2012 | Vogtländisches Oberland                                                                                       | Auflösung       | –                           | Greiz                  |
| 31.12.2012 | Vogtländisches Oberland, Cossengrün, Eubenberg, Gablau, Hohndorf, Leiningen, Pansdorf, Schönbach und Tremnitz | Umgliederung    | Greiz                       | Greiz                  |
| 31.12.2012 | Vogtländisches Oberland, Arnsgrün, Bernsgrün, Büna, Dobia, Frotschau, Pöllwitz, Schönbrunn und Wolfshain      | Umgliederung    | Zeulenroda-Triebes          | Greiz                  |
| 31.12.2012 | Gleichamberg Haina Mendhausen Milz Römhild Westenfeld                                                         | Zusammenschluss | Römhild                     | Hildburghausen         |
| 31.12.2012 | Wachsenburggemeinde                                                                                           | Eingliederung   | Ichtershausen               | Ilm-Kreis              |
| 31.12.2012 | Ichtershausen                                                                                                 | Namensänderung  | Amt Wachsenburg             | Ilm-Kreis              |
| 31.12.2012 | Badra Bendeleben Göllingen Günserode Hachelbich Rottleben Seega Steinthaleben                                 | Zusammenschluss | Kyffhäuserland              | Kyffhäuserkreis        |
| 31.12.2012 | Königsee Rottenbach                                                                                           | Zusammenschluss | Königsee-Rottenbach         | Saalfeld-Rudolstadt    |
| 31.12.2012 | Großmonra | Eingliederung   | Kölleda                     | Sömmerda               |
| 31.12.2012 | Scheibe-Alsbach Siegmundsburg                                                                                 | Eingliederung   | Neuhaus am Rennweg          | Sonneberg              |
| 31.12.2012 | Bad Liebenstein Schweina Steinbach                                                                            | Zusammenschluss | Bad Liebenstein             | Wartburgkreis          |
| 31.12.2012 | Langula Niederdorla Oberdorla                                                                                 | Zusammenschluss | Vogtei                      | Unstrut-Hainich-Kreis  |
| 31.12.2012 | Immelborn | Eingliederung   | Barchfeld                   | Wartburgkreis          |
| 31.12.2012 | Barchfeld | Namensänderung  | Barchfeld-Immelborn         | Wartburgkreis          |
| 31.12.2012 | Auerstedt Flurstedt Gebstedt Reisdorf Wickerstedt                                                             | Eingliederung   | Bad Sulza                   | Weimarer Land          |